# Западно-гвинейские низинные леса
Западно-гвинейские низинные леса — тропические влажные леса в Западной Африке. Леса простираются от Атлантического океана на несколько сотен километров. От западной части Кот-д'Ивуара по Либерии, юго-востоку Гвинеи, по большей части Сьерра-Леоне и до юго-западной Гвинеи. Река Сасандра в Кот-д’Ивуаре отделяет Западно-гвинейские леса от Восточно-гвинейских лесов, которые лежат к востоку. Западно-гвинейские леса переходят в гвинейскую лесосаванну и гвинейские высокогорные леса.
Западно-гвинейские леса вместе с другими влажными тропическими лесами Западной Африки защищаются организацией Conservation International для сохранения биоразнообразия.

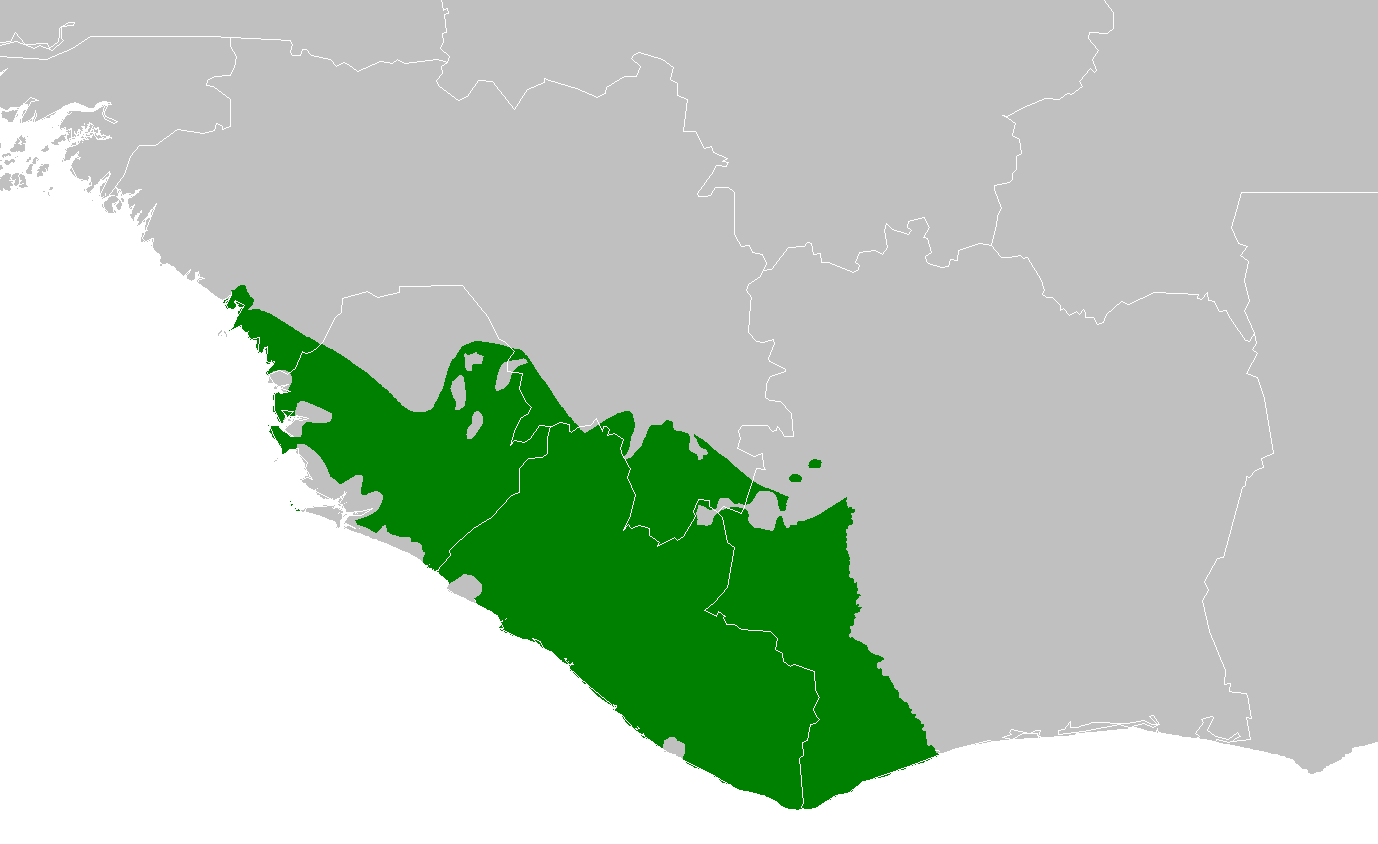